# 藤野涼子
藤野涼子（日语：／ Fujino Ryoko，2000年2月2日—），日本女演員。

## 經歷
藤野因參加成島出執導的話題電影《所羅門的偽證》舉辦的「日本有史以來最大規模」萬人試鏡海選，歷經半年，從一萬人之中脫穎而出擔綱主演，正式進入藝能界。在此之前，藤野僅有三次臨時演員的經驗。
2015年4月26日，在電影《所羅門的偽證》慶功記者會上公開表示暫時將重心放在學業上。

## 人物
- 本名不公開。以電影《所羅門的偽證》片中人物姓名「藤野涼子」為藝名。
- 家中獨生女。[1]小學五年級時，因「想要在電視上出現」這樣的理由，而加入所屬事務所。[5]
- 喜歡體育科。
- 興趣是讀書，電影，編織。身高有162厘米。

## 戲劇作品

### 電影
- 所羅門的偽證 前篇「事件」（2015年3月7日）飾演 藤野涼子（主演）
- 所羅門的偽證 後篇「裁判」（2015年4月11日）飾演 藤野涼子（主演）
- 踏影而行（2019年11月15日）飾演 安西久子（高中時期）

### 電視劇
- 雛鳥（2017年，NHK晨間劇）：飾演 兼平豐子
- 腐女無意間跟Gay告白（2019年，NHK）：飾演 三浦纱枝
- 直衝青天（2021年，NHK大河劇）：飾演 澀澤定
- 白色濁流（2021年，NHK BS Premium）：飾演 好並（北野）葉子
- 清晨首班列車的殺風景（2022年，WOWOW）：飾演 草間
- 敲響密室之門 第3集 - 第5集 （2023年，朝日電視台）：飾演 高橋優花 / 潮路岬
- Great Gift（2024年，朝日電視台）：飾演 藤巻あかり
- 七夕之國 (2024年，Disney+) ：飾演 東丸幸子

## 獎項
- 第40回報知電影獎最佳新人獎（《所羅門的偽證 前篇「事件」》、《所羅門的偽證 後篇「裁判」》）[6]
- 第39回日本電影金像獎新人獎（《所羅門的偽證 前篇「事件」》、《所羅門的偽證 後篇「裁判」》）
- 第37回橫濱電影節最優秀新人獎（《所羅門的偽證 前篇「事件」》、《所羅門的偽證 後篇「裁判」》）
- 第70回每日電影獎新人獎（《所羅門的偽證 前篇「事件」》、《所羅門的偽證 後篇「裁判」》）
- 第25回日本電影影評人大獎新進女演員獎（《所羅門的偽證 前篇「事件」》、《所羅門的偽證 後篇「裁判」》）
- 第16回CONFiDENCE日劇大獎女配角獎 （《腐女無意間跟Gay告白》）[7]

## 外部連結
- K Factory個人介紹 （页面存档备份，存于）
- Theatre Academy個人介紹
- 藤野涼子的Instagram帳戶